# 御茶ノ水 (小惑星)
御茶ノ水（おちゃのみず、6024 Ochanomizu）は小惑星帯に位置する小惑星。滋賀県のダイニックアストロパーク天究館で杉江淳が発見した。
東京都心部の御茶ノ水に因んで命名された。